# Hoven (Rosmalen)
Hoven is een woonwijk in de Brabantse plaats Rosmalen, in de Nederlandse provincie Noord-Brabant. De wijk ligt in het zuidelijke deel van De Groote Wielen. Van de zuidelijke wijken is het de meest westelijke woonwijk.
De Hoven is een moderne tuinstedelijke wijk. Doordat de woonwijk in woonhofjes is gebouwd, heeft het een besloten karakter. De grootte van de woonhofjes variëren in grootte, waardoor het karakter van elk hofje verschilt met andere hofjes. Kenmerk van de Hoven is de architectuur met een knipoog naar de jaren dertig.
De wijk bestaat uit vier kwadranten. Deze zijn van elkaar gescheiden door een groenzone. Het noorden van de wijk wordt met het zuiden van de wijk gescheiden door de Groote Wielenlaan.
Het noorden van de wijk grenst aan de Waterplas. Hierdoor is er vooral in het noorden voldoende ruimte voor recreatie. De wijk zelf is omsloten door het water van de lage ring. De werking van de Watermachine is in deze wijk goed zichtbaar. Het regenwater wordt opgevangen in retentiebekkens, laagliggende grasveldjes die onder water komen te staan bij regenval. Via deze bekkens wordt het water op een natuurlijke manier gezuiverd en naar de Waterplas afgevoerd.